# Ménilmontant Football Club 1871
 (juin 2023).
Le Ménilmontant FC 1871 est un club de football français fondé en 2014 et basé à Paris. Il est connu pour sa couleur politique antifasciste.

## Histoire
Le club est fondé en 2014.
En juin 2018, il atteint pour la première fois le deuxième tour de coupe de France après une victoire contre le CS Ternes.
En 2020, le club est sanctionné d'un an ferme de terrain et de 800 € d'amende pour une banderole anti-police portant le slogan : « Ici on rêve que les poulets rôtissent. », en référence au morceau « Point de départ » d'Hugo TSR, et une voiture de police en flammes,.
En 2022, le club monte une section féminine.

## Identité et valeurs
Le MFC 1871 est un club autogéré, autofinancé et militant. Il est défini par une identité populaire, antifasciste. Il cherche à proposer une alternative au football business et à rejeter toute forme de discrimination.
Son nom fait référence à Ménilmontant, un quartier historique des anarchistes à Paris, et à la Commune en 1871. Son slogan est "Love football, hate fascism."  et ses couleurs sont celles de l'antifascisme. Sur son logo, le voilier fait référence à la ville de Paris, mais il est arboré de canons pour rappeler la Commune.
Le club fonctionne en autogestion, les décisions sont votées en assemblée générale, selon le principe « 1 membre vaut 1 voix ».
Le MFC est proche du Clapton FC (en) à Londres, du Stella Rossa à Naples ou encore du CS Lebowski à Florence.